# Phyllocrater
Phyllocrater là một chi thực vật có hoa trong họ Thiến thảo (Rubiaceae).

## Loài
Chi Phyllocrater gồm các loài: